# Даніелла Пінеда
Даніелла Пінеда (англ. Daniella Pineda, нар. 20 лютого 1987, Окленд, Каліфорнія, США) — американська акторка. Вона зіграла головні ролі в телесеріалах, зокрема в «Первородні», ігровому серіалі «Ковбой Бібоп» та двох фільмах франшизи «Парк Юрського періоду».

## Біографія
Народилась в Окленді, штат Каліфорнія, в сім'ї Еріка Кляйна та Патрісії Пінеди. У неї є браті і сестра, Аннеліз та Елліот. Даніелла є мексиканською американкою в третьому поколінні. Закінчила Коледж Міллс зі ступенем з соціології та радіожурналістики. Вона отримала стипендію в KALW, де обговорювала теми, що включали расизм та бідність у затоці Сан-Франциско.

## Особисте життя
У неї прийомні батьки це її тітка та дядько.
У січні 2025 року будинок акторки в Альтадені, Каліфорнія, був знищений лісовими пожежами; єдине, що їй вдалося врятувати, це собака та ноутбук.

## Фільмографія
| Рік       |    | Українська назва                  | Оригінальна назва                  | Роль                |
| --------- | -- | --------------------------------- | ---------------------------------- | ------------------- |
| 2010      | с  | Чоловіки середнього віку          | Men of a Certain Age               | Кіт                 |
| 2010—2011 | с  | CollegeHumor                      | CH Originals                       | Різна роль          |
| 2011      | ф  | Молодята                          | Newlyweds                          | Ванесса             |
| 2012      | с  | Батьківщина                       | Homeland                           | Джулія Діас         |
| 2012      | ф  | Різдво родини Фіцджеральдів       | The Fitzgerald Family Christmas    | Еббі                |
| 2013      | с  | Щоденники вампіра                 | The Vampire Diaries                | Софі Деверо         |
| 2013—2014 | с  | Первородні                        | The Originals                      | Софі Деверо         |
| 2015      | ф  | Кохання без зобов'язань           | Sleeping with Other People         | Даніка              |
| 2015      | с  | Американська Одіссея              | American Odyssey                   | Рубі Сімс           |
| 2016—2019 | с  | Об'їзд                            | The Detour                         | Ванесса Рендалл     |
| 2017      | ф  | Містер Рузвельт                   | Mr. Roosevelt                      | Джен Моралес        |
| 2017      | ф  | До/Під час/Після                  | Before/During/After                | Працівниця сексшопу |
| 2018      | ф  | Світ Юрського періоду 2           | Jurassic World: Fallen Kingdom     | Зіа Родрігес        |
| 2019      | с  | Що/Якщо                           | What/If                            | Кессіді Баррет      |
| 2019      | ф  | Мерсі Блек                        | Mercy Black                        | Марина Гесс         |
| 2018      | тф | Отримайте Крісті Лав!             | Get Christie Love                  | Крісті Лоу          |
| 2019      | с  | Коли вони нас побачать            | When They See Us                   | Енджі Річардсон     |
| 2020      | с  | Корпорація снів                   | Dream Corp LLC                     | Пацієнт 31          |
| 2021      | с  | Ковбой Бібоп                      | Cowboy Bebop                       | Фей Валентіно       |
| 2022      | с  | Ходячі мерці: Байки               | Tales of the Walking Dead          | Ідалія              |
| 2022      | ф  | Світ Юрського періоду 3: Домініон | Jurassic World Dominion            | Зіа Родрігес        |
| 2023      | с  | Домоводство                       | Home Economics                     | Ніккі               |
| 2023      | ф  | Рейс                              | Plane                              | Бонні               |
| 2025      | ф  | Аудитор 2                         | The Accountant 2                   | Анаїз               |
| 2025      | ф  | Дора та пошуки Сонця Дорадо       | Dora and the Search for Sol Dorado | Камілла             |